# جيف كريستيان (صحفي)
جيف كريستيان (بالإنجليزية: Geoff Christian)‏ هو صحفي ومعلق رياضي أسترالي، ولد في 13 أكتوبر 1934، وتوفي في 7 نوفمبر 1998.